# Rex Motor

Rex Rexette von 1904

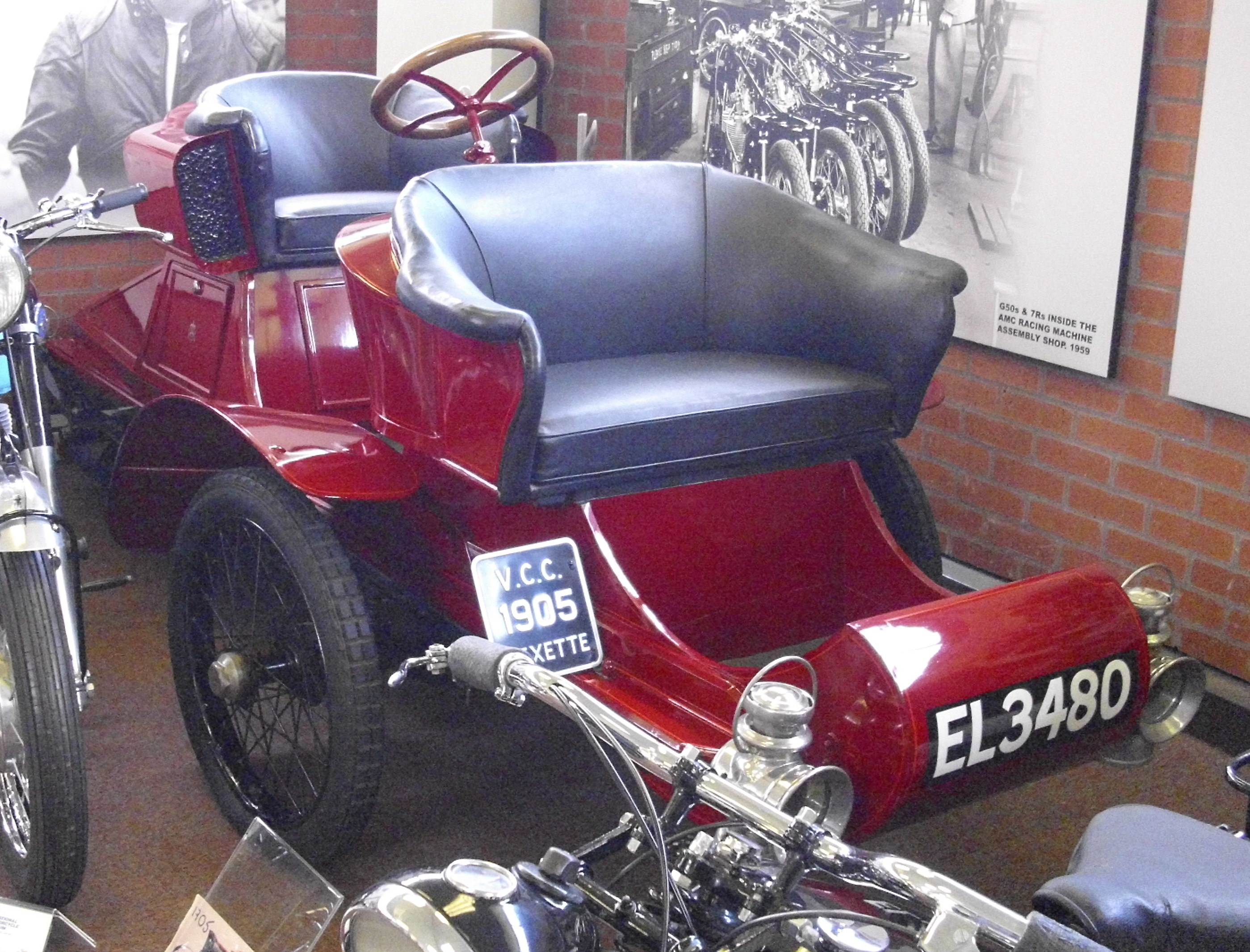
Rex Rexette von 1905

Rex Motor Manufacturing Co Limited war ein britischer Hersteller von Fahrzeugen.

## Unternehmensgeschichte
Das Unternehmen Birmingham Motor Manufacturing and Supply Co Limited begann 1901 in Birmingham mit der Produktion von Automobilen und Motorrädern. Der Markenname lautete Rex. 1902 kam es zur Fusion mit Allard & Co Limited aus Coventry. Das neue Unternehmen hieß Rex Motor Manufacturing Co Limited und war in Coventry ansässig. 1914 endete die Automobilproduktion. 1922 erfolgte eine Fusion mit dem Motorradhersteller Acme. Das neue Unternehmen hieß Rex-Acme.

## Automobile
Das erste Modell 6½ HP von 1901 hatte einen Einzylindermotor mit 874 cm³ Hubraum. 1902 gab es das Zweizylindermodell 14 HP mit 2390 cm³ Hubraum und 1903 das Einzylindermodell 10 HP mit 1195 cm³ Hubraum. Das Modell Rexette von 1904 bis 1906 war ein Dreirad. Zwischen 1904 und 1905 wurde das Modell Simplex 12 mit Zweizylindermotor und 1862 cm³ Hubraum angeboten. 1906 gab es den Ast-Rex 24 mit Vierzylindermotor und 3724 cm³ Hubraum. Zwischen 1906 und 1907 wurde das Modell Airex 9/11 HP mit Zweizylindermotor mit 1300 cm³ Hubraum angeboten. Ab 1908 gab es die Modellreihe Remo mit Vierzylindermotoren. Der Remo 13/16 HP hatte wahlweise 2300 oder 2556 cm³ Hubraum und der Remo 20 HP wahlweise 2799 oder 2925 cm³ Hubraum. 1911 endete die Produktion der Modellreihe Remo. 1913 erschien noch ein Cyclecar mit einem wassergekühlten V2-Motor. Letztes Modell war ab 1914 ein Kleinwagen mit einem Vierzylindermotor von Dorman mit 1100 cm³ Hubraum.
Zwei Fahrzeuge dieser Marke nehmen gelegentlich am London to Brighton Veteran Car Run teil.

## Motorräder
Um 1903 baute Rex Motorräder mit Motoren über dem Vorderrad, die dieses auch antrieben. Die Motoren baute Rex selbst; es waren Einzylinder- und V2-Motoren. 1904 gab es ein 372-cm³-Modell, bei dem der Schalldämpfer mit dem Zylinder in einem Stück gegossen war. 1905 leistete das seitengesteuerte Rex-Modell 3,25 bhp (2,39 kW). Als dieses Modell eingestellt wurde, baute Rex Blackburne-Motoren mit 532 und 896 cm³ Hubraum ein. Als die Unternehmensgründer 1911 ausschieden, stellte George Hemingway wieder eigene Motoren her, aber es gab weiterhin Modelle mit zugelieferten Motoren. Rex baute 1906 erstmals Teleskopgabeln und Drehschiebermotoren ein, und 1908 waren sie der erste Hersteller, der ein geknicktes Oberrohr für eine niedrigere Sitzposition des Fahrers in den Rahmen einfügte. Im Jahr 1914 wurden ein 349-cm³-Zweitaktmodell und ein 940-cm³-V2-Modell angeboten.
Nach dem Ersten Weltkrieg wurde der Bau des ersten Modells mit seitengesteuertem 550-cm³-Einzylinder bald zugunsten neuer Maschinen mit Blackburne-Motoren eingestellt. Von denen gab es auch Versionen mit längerem Radstand, die seitenwagentauglich waren. Die Einzylindermotoren hatten nun 499 cm³ Hubraum, die V2-Motoren 998 cm³.